# Víctor Moya
Víctor Moya (* 24. Oktober 1982) ist ein kubanischer Hochspringer.
2005 gewann er Gold bei den Mittelamerika- und Karibik-Meisterschaften in 2,26 m. Kurz danach belegte er bei den Leichtathletik-Weltmeisterschaften in Helsinki überraschend den zweiten Platz gemeinsam mit dem Russen Jaroslaw Rybakow in 2,29 m. Beim Leichtathletik-Weltfinale steigerte er sich erneut und siegte in 2,35 m.
2006 wurde er Vierter bei den Hallenweltmeisterschaften in Moskau in 2,30 m und Kubanischer Meister in 2,31 m. Bei den Leichtathletik-Weltmeisterschaften 2007 in Osaka kam er ebenso auf den fünften Platz wie bei den Hallenweltmeisterschaften 2008 in Valencia.
Moya ist 1,96 m groß und wiegt 80 kg.

## Persönliche Bestleistungen
- Hochsprung: 2,35 m, 10. November 2005, Monaco
  - Halle: 2,31 m, 3. Februar 2007, Arnstadt